# 防城镇
防城镇，是中华人民共和国广西壮族自治区防城港市防城区下辖的一个乡镇级行政单位。 区域面积183.17平方千米。

## 行政区划
防城镇下辖以下地区：
珠河社区、镇夏岭社区、三官社区、火车站社区、东门社区、中山社区、竹园社区、城东村、佛堂村、三波村、石岭村、冲仑村、冲稔村、那天花村和城南村。